# مخفي الشرج
مخفي الشرج (الاسم العلمي: Cryptoprocta)، جنس من الحيوانات آكلة اللحوم المستوطنة في مدغشقر. وهو يشتمل على الفوسا الحية وقريبه الأكبر حجمًا الذي انقرض مؤخرًا، الفوسا العملاق. مخفيات الشرج (الفوسات) هي أكبر الثدييات آكلة اللحوم في مدغشقر.